# Охридска българска община
Охридската българска община е гражданско-църковно сдружение на българите екзархисти в Охрид, Османската империя, съществувало до 1913 година, когато е закрита след Междусъюзническата война от новите сръбски власти.

## История
Охридската епархия не е сред посочените епархии във фермана за учредяването на Българската екзархия от 1870 г. След проведен плебисцит от 1874 година в Охрид и околността му е присъединена към Екзархията, след като 9387 души християни гласуват положително, а само 139 души християни гласуват против и искат да останат под върховенството на Цариградската патриаршия. Същата година за български митрополит в града е изпратен Натанаил Охридски. След Руско-турската война през май 1878 година Охридската община подписва Мемоара на българските църковно-училищни общини в Македония, с който се иска присъединяване на Македония към новообразуващата се българска държава. За кратко председател на българската община е Васил Касапов.
Достоуважаеми представители на българския народ,
Подписаните жители на Първа Юстиниана или Охрид, като видяхме, от една страна, че при всичката ни надежда общата майка Великата Христова църква не даде никакво внимание на подадените ни едно по друго общи молби до нея, чрез които горещо молим да замести избрания против нашите желания и молби митрополит Мелетий..., а от друга страна уведомени, че целият наш български народ негодува по същите причини против Великата Христова църква..., счетохме за наша неизбежна длъжност, съгласно с нашия народ, да Ви назначим и да Ви признаем чрез настоящето наше общо пълномощно пълновластни представители, щото от наша страна най-горещо да помолите Великата порта да послуша нашите молби и да ни избави от своеволието на гръцкото духовенство, като потвърди основанието на автокефалната архиепископия на Първа Юстиниана Охридска и на цяла България, която несправедливо и незаконно присвои същото гръцко духовенство...
9 април 1861 г.
в Първа Юстиниана или Охрид
Първенците от Първа Юстиниана или Охрид
Видни общинари от времето на възрожденските борби са Христо Пармаков, Христо Сапунджиев, Хараламби Паунчев, Георги Гърданов, Анастас Сапунджиев, Петър Огненов, Георги Бодлев, Димитър Пармаков, Ангел Групчев, Михаил Попалексиев, Димитър Попсимов, Коста Холиолчев, Коста Размов, Антон Митанов, Георги Чакъров, Михаил Манчев и Илия Чобанов.
След Руско-турската война, Натанаил Охридски заедно с Кирил Скопски е сред основните вдъхновители и организатори на Кресненско-Разложкото въстание, компрометира се пред властите и неговото връщане от България в Охрид става невъзможно. След войната в Охрид се установява екзархийско наместничество с наместник архимандрит Дионисий Врачански. Но Натанаил до началото на 1880 година напряко или чрез екзарха кореспондира с Дионисий и дава разпореждания относно дейността на привременния епархийски съвет. Общината е материално силно затруднена поради икономическото упадане на града, а битолският валия Ахмед Мухтар паша не признава охридския архиерейски наместник, макар той да е законно назначен от Натанаил. Дионисий се опитва да бъде отзован от Охрид, но по съвет на екзарха остава.
В 1882 година екзархийски наместник в Охрид е свещеник Христо Маленков, който е на редовна заплата от приходите от владищината. Маленков е и председател на общината, има надзор над цялата епархия и дава наставления на общините по църковно-народни въпроси. Членове на общината са поп Христо, поп Анастас Гаврилов, Георги Чакъров, Йованче Савин, Коста Папилев, Стефан А. Пармаков, Ангел К. Кауков, Йоан Н. Паскал. Общината поддържа основаното през 1882 година читалище „Свети Климент“ в Охрид.
На 6 май 1885 година общината с тържествено шествие до училището и молебен отбелязва стогодишнината от смъртта на Свети Методий.
Екзархията с помощта на общината постепенно възстановява църковно уставната организация и дисциплината в Охридската епархия и утвърждава новоизбраните общини.
В 1884 г. председател на общината е отец Георги Икономов. От 5 декември 1884 г. Синесий Скопски е назначен за охридски митрополит, но поради гръцки интриги пред турското правителство получава берат едва на 1 август 1890 г. Григорий Пелагонийски е охридски митрополит от 1894 до 1897 г.